# Xã Anderson East, Quận McDonald, Missouri
Xã Anderson East (tiếng Anh: Anderson East Township) là một xã thuộc quận McDonald, tiểu bang Missouri, Hoa Kỳ. Năm 2010, dân số của xã này là 1.789 người.